# Lewin (Familienname)
Lewin ist ein jüdischer und deutscher Familienname.

## Namensträger
- Adolf Lewin (1843–1910), deutscher Rabbiner und Historiker
- Albert Lewin (1894–1968), US-amerikanischer Regisseur und Produzent
- Alex Lewin (1888–1942), deutscher Rabbiner
- Alexander Lewin (Unternehmer) (1879–1942), deutscher Unternehmer und Kunstsammler
- Alexander Mitrofanowitsch Lewin (1871–1929), russischer Schachspieler
- Anatoli Jakowlewitsch Lewin (1909–1991), sowjetischer Luftfahrtingenieur
- Arthur Lewin-Funcke (1866–1937), deutscher Bildhauer
- Bertram D. Lewin (1896–1971), US-amerikanischer Psychoanalytiker
- Blanca Lewin (* 1974), chilenische Schauspielerin und Radiomoderatorin
- Boris Jakowlewitsch Lewin (1906–1993), ukrainischer Mathematiker
- Bruno Lewin (1924–2012), deutscher Japanologe und Koreanist
- Carl Lewin (Unternehmer) (1855–1926), deutscher Textilfabrikant und Kunstsammler
- Carl Lewin (Mediziner) (1876–1930), deutscher Mediziner
- Daniel M. Lewin (1970–2001), US-amerikanischer Informatiker
- David Lewin (1933–2003), US-amerikanischer Musikwissenschaftler, Pianist und Komponist
- Derek Lewin (1930–2019), englischer Fußballspieler
- Doiwber Lewin (1904–1941), russischer Schriftsteller
- Dominic Calvert-Lewin (* 1997), englischer Fußballspieler
- Ernst Lewin (1871–1941), deutscher Kaufmann
- Eugen Lewin-Dorsch (1883–1941), deutscher Wissenschaftsjournalist, Lehrer und Autor; Opfer des Holocaust
- Fridl Lewin (1911–nach 1971), deutsche Sozialdemokratin, FDJ- und DFD-Funktionärin, Vorsitzende der Pionierorganisation
- Gabo Lewin (eigentlich Gabriel Lewin; 1906–1995), deutscher Politiker (KPD, SED)
- Gary Lewin (Physiotherapeut) (* 1964), britischer Physiotherapeut
- Gary R. Lewin (* 1965), britischer Neurobiologe
- Gerhard Lewin (1917–2017), deutscher Sportwissenschaftler, Hochschullehrer und Sportfunktionär
- Georg Richard Lewin (1820–1896), deutscher Dermatologe und Laryngologe
- Georg Lewin, eigentlicher Name von Herwarth Walden (1878–1941), deutscher Künstler
- Gustav Lewin (1869–1938), deutscher Kapellmeister, Musikpädagoge und Komponist
- Hardley Lewin (* 1954), jamaikanischer Offizier
- Helmut Lewin (1899–1963), deutsch-namibischer Maler und Architekt
- Herbert Lewin (1899–1982), deutscher Arzt und Präsident des Zentralrates der Juden
- Hermann Lewin (1904–1992), deutsch-US-amerikanischer Unternehmer
- Isaak Iljitsch Lewin (1887–1945), russisch-amerikanischer Wirtschaftshistoriker und Unternehmer
- James Lewin (1887–1937), deutscher Psychiater
- Jeannette Lewin (* 1972), niederländische Hockeyspielerin
- Jewgeni Lewin (* 1992), kasachischer Fußballspieler
- Josef Lewin, eigentlicher Name von Josef Lhévinne (1874–1944), russisch-US-amerikanischer Pianist
- Josef Lewin (Josef Jakob Lewin; 1875–1942), deutscher Kantor und Pädagoge
- Julius Lewin (Unternehmer) (1875–1950), deutscher Unternehmer
- Julius Lewin (1896–1945?), deutscher Handwerker, siehe Liste der Stolpersteine in Berlin-Wedding #Julius Lewin
- Jutta Lewin-Fries (* 1954), deutsche Juristin, Richterin am Landesverfassungsgericht
- Karl Lewin (Kaufmann) (1881–1946), deutscher Kaufmann und Manager
- Karl Kay Lewin (1925–vor 2003), US-amerikanischer Psychiater
- Kurt Lewin (1890–1947), deutsch-amerikanischer Psychologe
- Leo Lewin (1881–1965), deutscher Kaufmann, Kunstsammler und Pferdezüchter
- Leonard C. Lewin (1916–1999), US-amerikanischer Schriftsteller
- Lew Grigorjewitsch Lewin (1870–1938), russischer Arzt
- Lisette Lewin (1939–2024), niederländische Schriftstellerin und Journalistin
- Louis Lewin (1850–1929), deutscher Arzt und Pharmakologe
- Louis Lewin (Rabbiner) (1868–1941), deutscher Rabbiner und Historiker
- Ludwig Lewin (1887–1967), deutscher Psychologe, Hochschullehrer und Publizist
- Maksym Lewin (1981–2022), ukrainischer Fotograf und Dokumentarfilmer
- Mathieu Lewin (* 1977), französischer Mathematiker
- Max Lewin (um 1857–1930), deutscher Rechtsanwalt und Politiker
- Michael Lewin (Pianist) (* 1955), US-amerikanischer Pianist und Hochschullehrer
- Michael Z. Lewin (* 1942), US-amerikanischer Schriftsteller
- Michail Lewin (* 1967), russisch-israelischer Handballspieler
- Moshe Lewin (Historiker) (1921–2010), polnisch-russisch-israelischer Historiker
- Moshe Lewin (Rabbiner) (* 1967), französischer Rabbiner
- Ralph Lewin (Politiker) (* 1953), Schweizer Politiker (SP) und Ökonom
- Ralph A. Lewin (Ralph Arnold Lewin; 1921–2008), US-amerikanischer Meeresbiologe und Bakteriologe
- Reinhold Lewin (1888–1943), deutscher Rabbiner
- Robert Lewin (1920–2004), US-amerikanischer Drehbuchautor
- Roger Lewin (* 1944), britischer Wissenschaftsjournalist
- Ron Lewin (1920–1985), englischer Fußballspieler
- Rosine Lewin (1920–2010), belgische Journalistin
- Ruth Lewin Sime (* 1939), US-amerikanische Chemikerin
- Samuel Lewin (1890–1959), deutscher Schriftsteller und Publizist
- Shaul Lewin (1905–1986), israelischer Pädagoge, siehe Kölnische Gesellschaft für Christlich-Jüdische Zusammenarbeit #Giesberts-Lewin-Preis
- Shlomo Lewin (1911–1980), deutscher Verleger und Rabbiner
- Terence Lewin (1920–1999), britischer Flottenadmiral
- Ulrich Lewin (1890–1950), deutscher Maler und Grafiker
- Waldtraut Lewin (1937–2017), deutsche Schriftstellerin, Dramaturgin und Regisseurin
- Walter Lewin (* 1936), niederländischer Physiker
- Wiktor Iossifowitsch Lewin (1909–1986), sowjetischer Mathematiker